# Ubigeo
Ubigeo son las siglas oficiales para Código de Ubicación Geográfica, que usan el INEI, el RENIEC y la ONPE para codificar las circunscripciones territoriales del Perú.

## Sintaxis
El código UBIGEO es un número de seis cifras, el cual está compuesto por dos dígitos por cada nivel de subdivisión político-administrativa del Perú. (departamento, provincia y distrito).
El primer nivel corresponde al código departamental. Inicia con el número 01 correspondiente al departamento de Amazonas y continúa en orden ascendente hasta el número 25, correspondiente al departamento de Ucayali. La actualización del código departamental, ante una nueva creación, se efectuará asignándole al nuevo departamento el número inmediato superior al último departamento existente.
El segundo nivel corresponde al código provincial.  La asignación del código 01 corresponde a la provincia donde se encuentra el distrito capital y continúa en orden ascendente. Inicia con el número 0101 correspondiente a la  provincia de Chachapoyas en el departamento de Amazonas y continúa en orden ascendente hasta el número 2504, correspondiente a la provincia de Purús en el departamento de Ucayali. La actualización del código provincial, ante una nueva creación, se efectuará asignándole a la nueva provincia el número inmediato superior a la última provincia existente en su departamento.
El tercer nivel corresponde al código distrital. La asignación del código 01 corresponde a la distrito capital de la provincia y continúa en orden ascendente. Inicia con el número 010101 correspondiente al distrito de Chachapoyas en el departamento de Amazonas y continúa en orden ascendente hasta el número 250401, correspondiente al distrito de Purús en el departamento de Ucayali. La actualización del código distrital, ante una nueva creación, se efectuará asignándole al nuevo distrito el número inmediato superior al último distrito existente en su provincia.

## Códigos departamentales
| 01 | Amazonas | 06 | Cajamarca    | 11 | Ica         | 16 | Loreto        | 21 | Puno       |
| 02 | Áncash   | 07 | Callao       | 12 | Junín       | 17 | Madre de Dios | 22 | San Martín |
| 03 | Apurímac | 08 | Cusco        | 13 | La Libertad | 18 | Moquegua      | 23 | Tacna      |
| 04 | Arequipa | 09 | Huancavelica | 14 | Lambayeque  | 19 | Pasco         | 24 | Tumbes     |
| 05 | Ayacucho | 10 | Huánuco      | 15 | Lima        | 20 | Piura         | 25 | Ucayali    |

## Ejemplos

### Provincias
- 0101 Provincia de Chachapoyas, en el departamento de Amazonas.
- 0102 Provincia de Bagua, en el departamento de Amazonas.
- 0103 Provincia de Bongará, en el departamento de Amazonas.
- 0104 Provincia de Condorcanqui, en el departamento de Amazonas.
- 0105 Provincia de Luya, en el departamento de Amazonas.
- 0106 Provincia de Rodríguez de Mendoza, en el departamento de Amazonas.
- 0107 Provincia de Utcubamba, en el departamento de Amazonas.
- 0201 Provincia de Huaraz, en el departamento de Áncash.
- 0608 Provincia de Jaén, en el departamento de Cajamarca.
- 1801 Provincia de Mariscal Nieto, en el departamento de Moquegua.
- 1802 Provincia de General Sánchez Cerro, en el departamento de Moquegua.
- 1804 Provincia de Ilo, en el departamento de Moquegua.

### Distritos
- 010101 Distrito de Chachapoyas, en la provincia de Chachapoyas.
- 010102 Distrito de Asunción, en la provincia de Chachapoyas.
- 010103 Distrito de Balsas en la provincia de Chachapoyas.
- 010104 Distrito de Cheto, en la provincia de Chachapoyas.
- 010105 Distrito de Chiliquín, en la provincia de Chachapoyas.
- 060801 Distrito de Jaén, en la provincia de Jaén.